# Luigi Tenco
Luigi Tenco (Cassine, 21 maart 1938 — San Remo, 27 januari 1967) was een Italiaans zanger, muzikant, liedjesschrijver en acteur.

## Levensloop
Luigi Tenco werd geboren uit een buitenechtelijke affaire van zijn moeder Teresa Zoccola, een serveerster bij de zeer welgestelde familie Micca in Turijn, met hun zestienjarige zoon Ferdinand (1921-1983). Ze werd onmiddellijk ontslagen en keerde terug naar Cassine. Daar kreeg het kind (Luigi) de naam van haar man, Giuseppe Tenco, die onder onduidelijke omstandigheden stierf voordat Tenco geboren werd.
Zijn jeugd bracht hij voornamelijk door in de streek van Cassine en Ricaldone, maar in 1948 verhuisde zijn familie naar Ligurië. Eerst verbleven zij in Nervi en later gingen ze in Genua wonen, waar zijn moeder een wijnwinkel opende.
In 1953 richtte Tenco een muziekgroep op, de Jelly Roll Boys Jazz Band. Ze brachten voornamelijk liedjes van Nat King Cole en Kid Ory.

## Overlijden
In 1967 nam hij samen met Dalida, met wie hij zich eerder dat jaar verloofd had, deel aan het Festival van San Remo met het liedje Ciao amore ciao. Het duo behaalde de tweede plaats, Gianni Pettenati won. Deze nederlaag ontmoedigde Tenco volledig. Diezelfde avond nog werd hij in zijn kamer (nr. 219) in Hotel Savoy dood teruggevonden door Dalida. Hij had zelfmoord gepleegd door zich een kogel door het hoofd te jagen.
Later vond men in zijn kamer een briefje met de volgende woorden:
Ik wilde niets dan het goede voor het Italiaanse publiek en ik heb vijf jaar van mijn leven aan hen gewijd. Ik doe dit niet omdat ik het leven moe ben (helemaal niet), maar ik doe dit als protest tegen een publiek dat 'Io tu e le rose' naar de finale stuurt en tegen een commissie die 'La rivoluzione' selecteert. Ik hoop dat dit de ogen zal doen opengaan. Ciao. Luigi."
In navolging van deze zelfmoord probeerde Dalida op 26 februari 1967 zelfmoord te plegen door middel van een overdosis.
Hoewel Tenco het jaar ervoor een pistool gekocht had voor zijn zelfverdediging, bestonden er vele decennia twijfels over de precieze doodsoorzaak, onder andere omdat de kogel waarmee hij om het leven kwam nooit werd teruggevonden. Daarom werd in 2005 beslist om het lichaam op te graven voor het uitvoeren van nieuwe tests die voor eens en altijd uitsluitsel zouden kunnen geven. Uit deze tests bleek dat zelfmoord de enige juiste doodsoorzaak was en daarmee werd op 15 februari 2006 de zaak voorgoed gesloten.

## Filmografie
- La Cuccagna (1962; Luciano Salce) als Guiliano
- 008 Operazione Ritmo (1965; Tullio Piacentini)
- Questo pazzo, pazzo mondo della canzone (1965; Bruno Corbucci en Giovanni Grimaldi) als zichzelf

- Biblioteca Nacional de España: XX1134923
- Bibliothèque nationale de France: cb148435826 (data)
- Gemeinsame Normdatei: 12023727X
- International Standard Name Identifier: 0000 0000 5928 4344
- Library of Congress Control Number: n83204132
- MusicBrainz: ee20a3b7-6a96-4e7c-809f-0a57de5e59cd
- Nederlandse Thesaurus van Auteursnamen: 074911007
- Istituto Centrale per il Catalogo Unico: RAVV073998
- Système universitaire de documentation: 160561094
- Virtual International Authority File: 10115842
- WorldCat: E39PBJqk46JHyCFB8xWMkrKTpP